# Malaysia Open 1967
Die Malaysia Open 1967 im Badminton fanden Mitte Juni 1967 in Ipoh statt.

## Finalergebnisse
| Disziplin    | Sieger                      | Finalist                           | Ergebnis    |
| ------------ | --------------------------- | ---------------------------------- | ----------- |
| Herreneinzel | Erland Kops                 | Darmadi                            | 15-10, 15-3 |
| Dameneinzel  | Minarni                     | Retno Koestijah                    | 11-4, 11-7  |
| Herrendoppel | Tan Yee Khan Ng Boon Bee    | Mintarja Indratno                  | 15-9, 15-10 |
| Damendoppel  | Retno Koestijah Minarni     | Teoh Siew Yong Rosalind Singha Ang | 15-7, 15-1  |
| Mixed        | Tan Joe Hok Retno Koestijah | Darmadi Minarni                    | 15-9, 15-8  |